# Jezioro Sromowskie
Jezioro Sromowskie, Sromowieckie Jezioro, Sromowce – zbiornik zaporowy na Dunajcu pomiędzy zamkiem w Niedzicy a wsią Sromowce Wyżne. Powstał w wyniku wybudowania zapory wodnej w Sromowcach. Jest zbiornikiem wyrównawczym dla głównego zbiornika, którym jest Jezioro Czorsztyńskie.
Jezioro Sromowskie ma długość 1,2 km, szerokość 0,75 km i powierzchnię 88 ha, co stanowi 8,3% powierzchni zbiornika głównego. Pojemność całkowita wynosi 7,5 mln m³. Lustro wody znajduje się na wysokości 487 m n.p.m., a przy rezerwie powodziowej 488,5 m. Ziemna zapora ma wysokość 11 m i długość 460 m, uszczelniona i wzmocniona jest ścianą stalową i cementową kurtyną na głębokość 15 m. Gdy w czerwcu 1994 zbiornik został napełniony, jego wody zalały tzw. Rówień Sromowską na granicy pomiędzy Pieninami Czorsztyńskimi a Pieninami Spiskimi. Obecnie od północnej strony wody zbiornika opierają się o masyw Upszaru, od południowej o wzgórze z Polaną Sosny ze stacjami wyciągów narciarskich. Po południowej stronie tuż nad zbiornikiem jest widoczna skała Popieska, w głębi masyw Flaków.
Na brzegu w Sromowcach istnieje nieduża elektrownia przepływowa wyposażona w 4 turbiny śmigłowe o łącznej mocy 2,04 MW, rocznie produkująca 10 mln kWh. Jest to jedna z dwu elektrowni zespołu Elektrownia Czorsztyn-Niedzica-Sromowce Wyżne. Zapora pracuje ze stałą przepustowością, co zapewnia Pienińskiemu Przełomowi równomierny przepływ wody.
Wody Zbiornika Sromowskiego podlegają całkowitej ochronie i nie może on być wykorzystywany do celów rekreacyjnych. Również obszar po południowej stronie zbiornika należy do Pienińskiego Parku Narodowego i jest niedostępny turystycznie. Koroną zapory zbiornika i wzdłuż jego południowego brzegu biegnie droga nr 543, odcinek z Krośnicy do Niedzicy.

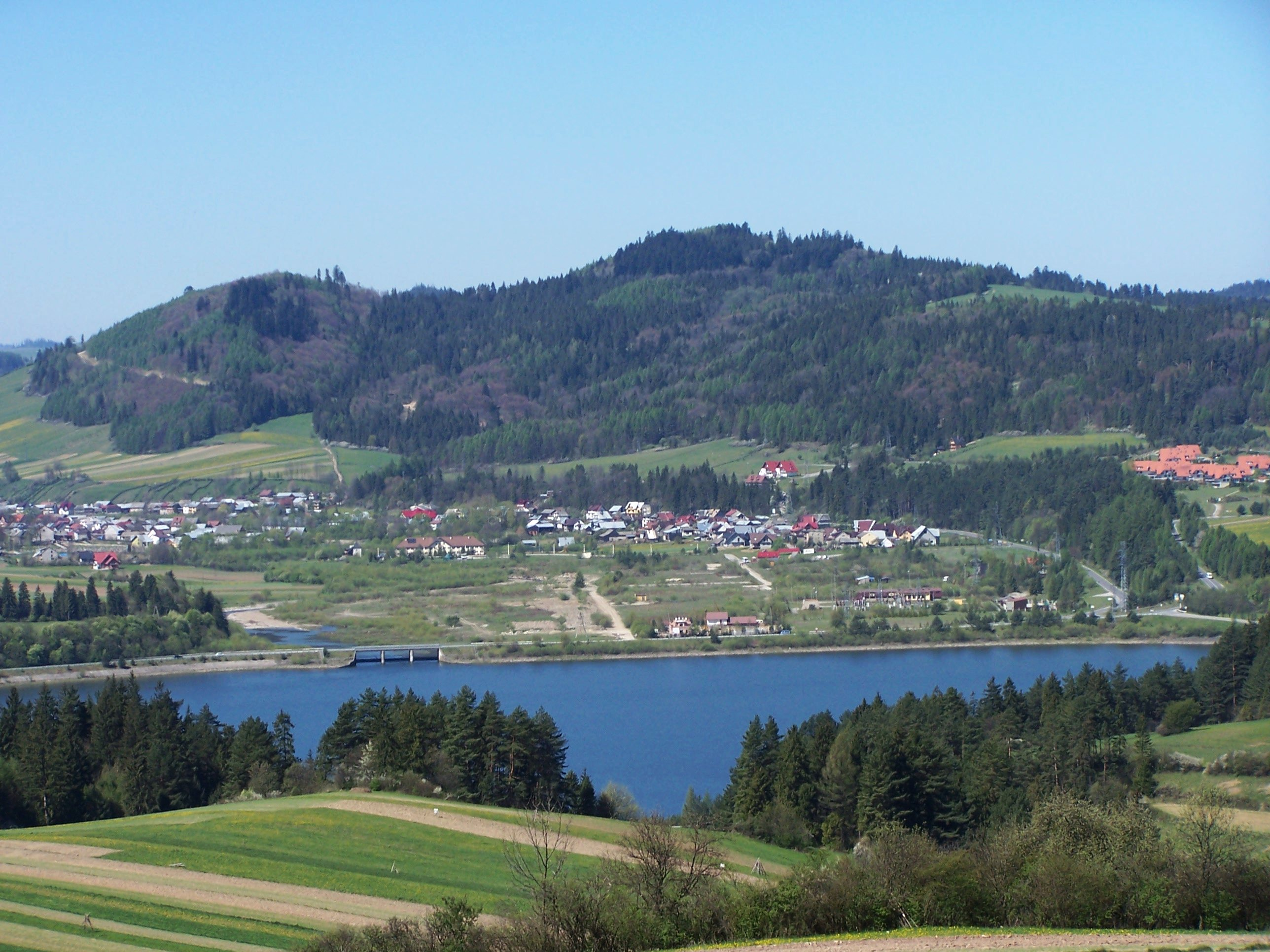
Jezioro Sromowskie, Niedzica i Pieniny Spiskie